# Kadua degeneri
Kadua degeneri ist eine Pflanzenart aus der Gattung Kadua in der Familie der Rötegewächse (Rubiaceae). Sie kommt endemisch auf Hawaii vor.

## Beschreibung

### Vegetative Merkmale
Kadua degeneri wächst als verzweigter Strauch. Die Stämme haben einen quadratischen Querschnitt und dicht behaart oder kahl. Die Rinde der älteren Stämme blättert in korkartigen Schichten ab.
Die gegenständig an den Zweigen angeordneten Laubblätter sind in einen Blattstiel und eine Blattspreite gegliedert. Der Blattstiel ist 0 bis 0,2 Zentimeter lang. Die einfache, papierartige bis leicht ledrige Blattspreite ist bei einer Länge von 1 bis 4 Zentimetern sowie einer Breite von 0,3 bis 2 Zentimetern von lanzettlich über eiförmig bis herzförmig geformt. Die Oberseite der Blattspreite ist kahl, während die Unterseite kahl oder entlang der Blattmittelader fein behaart ist. Die Spreitenbasis läuft spitz zulaufend oder herzförmig zu, die Spreitenspitze ist spitz oder zugespitzt und der Spreitenrand ist ganzrandig. Von jeder Seite der Blattmittelader zweigen mehrere Seitenadern ab und die Blattadern höherer Ordnung bilden ein unauffälliges netzartiges Muster. Die Nebenblätter ähneln den Laubblättern, sind mit der Basis des Blattstieles verwachsen und bilden dadurch eine kahle oder fein behaarte Blattscheide. Die lanzettliche Blattscheide ist 0,25 bis 0,28 Zentimeter lang und hat einen mehr oder weniger ausgefransten Rand.

### Generative Merkmale
Die endständigen, schirmrispenartigen, zymösen Blütenstände sind reduziert. Die Blütenstände enthalten eine bis zehn Einzelblüten.
Die vierzähligen Blüten sind radiärsymmetrisch. Der kreiselförmige Blütenbecher wird 1,5 bis 2 Millimeter lang. Die Kelchblätter sind miteinander zu einer Kelchröhre verwachsen. Die blattartigen Kelchlappen sind bei einer Länge von 4 bis 8 Millimetern und einer Breite von 1,5 bis 3,5 Millimetern breit lanzettlich geformt. Die fleischigen und glauken Kronblätter sind stieltellerförmig miteinander verwachsen. Die Kronröhre erreicht eine Länge von 0,6 bis 0,7 Zentimeter und hat einen nichtquadratischen Querschnitt. Die vier Kronlappen erreichen Längen von 0,3 bis 0,4 Zentimetern. Der zweifach gelappte Griffel ist an seiner Basis dicht wollig behaart.
Die Kapselfrüchte sind bei einer Länge von bis zu 0,3 Zentimeter und einer Dicke von 0,4 bis 0,5 Zentimeter mehr oder weniger kugelig geformt. Das Endokarp ist etwas verholzt. Jede der Früchte enthält mehrere fast schwarze Samen. Sie sind unregelmäßig geformt und die Samenschale weist Narben auf.

## Vorkommen und Gefährdung
Das natürliche Verbreitungsgebiet von Kadua degeneri liegt auf der zu Hawaii gehörenden Insel Oʻahu. Die Art kommt dort in der Waiʻanae-Bergkette vor.
Kadua degeneri gedeiht in Höhenlagen von 365 bis 380 Metern. Die Art wächst dort in trockenen bis mäßig feuchten Wäldern und an steilen, in diesen Wäldern gelegenen Felswänden.
Kadua degeneri wird in der Roten Liste der IUCN als „vom Aussterben bedroht“ eingestuft. Die Unterart coprosmifolia wird von der IUCN ebenfalls als „vom Aussterben bedroht“ gelistet, ist aber vermutlich bereits ausgestorben, da seit 1980 keine lebende Pflanze mehr gefunden wurde. Als Hauptgefährdungsgründe werden die Verdrängung durch invasive Arten sowie die Lebensraumzerstörung durch eingeschleppte und verwilderte Tiere sowie Waldbrände genannt. Der Gesamtbestand, welcher sich aus drei, insgesamt weniger als 200 ausgewachsenen Pflanzen umfassende Population zusammensetzt, wird als rückläufig angesehen.

## Taxonomie
Die Erstbeschreibung als Hedyotis degeneri erfolgte 1943 durch Francis Raymond Fosberg in Bernice P. Bishop Museum Bulletin. Warren L. Wagner und David H. Lorence überführten die Art als Kadua degeneri im Jahr 2005 in Systematic Botany in die Gattung Kadua.
Es werden bis zu zwei Unterarten unterschieden:
- Kauda degeneri subsp. coprosmifolia (Fosberg) W.L. Wagner & Lorence ist vermutlich bereits ausgestorben.[6][3]
- Kauda degeneri subsp. degeneri ist die Nominatform.[7]